# Lawton S. Parker
Pour les articles homonymes, voir Parker.

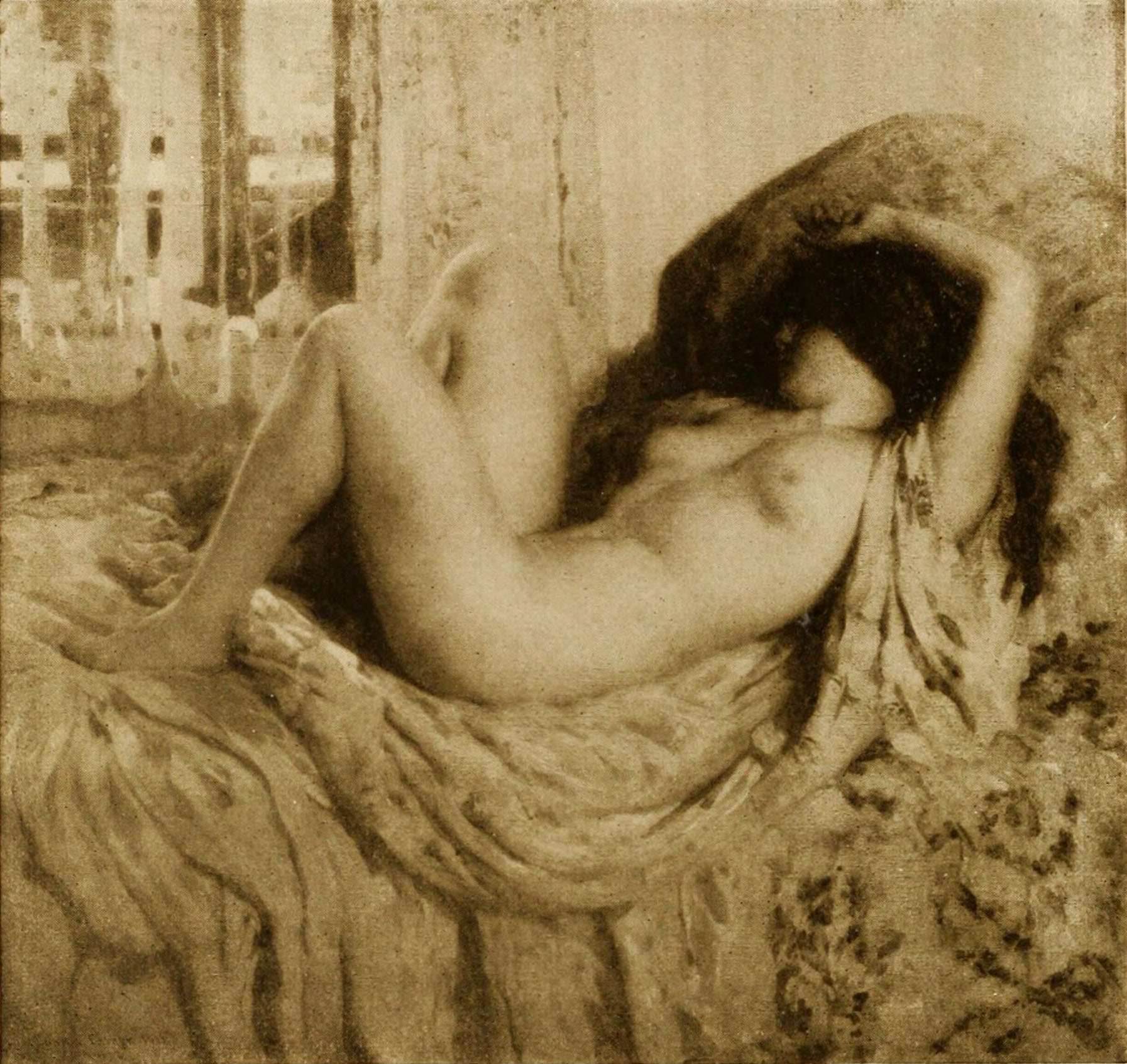
La Paresse (Laziness), illustration de catalogue réalisé pour l'exposition internationale de Panama-Pacific d'après le tableau peint en 1913.

Lawton S. Parker, né Lawton Silas Parker le 7 avril 1868 dans le township de Fairfield (en) dans l'état du Michigan et mort le 25 septembre 1954 à Pasadena en Californie, est un artiste peintre de l'impressionnisme américain.

## Biographie
Lawton S. Parker naît dans le township de Fairfield (en) dans l'état du Michigan en 1868. Il grandit à Kearney dans l'état du Nebraska.
À partir de 1886, il suit les cours de l'Art Institute of Chicago. En 1888, il voyage en France ou il étudie à l'académie Carmen (en) sous la direction de James Abbott McNeill Whistler, à l'académie Julian sous la direction de William Bouguereau et Tony Robert-Fleury et aux Beaux-Arts de Paris. À son retour aux États-Unis en 1892, il enseigne à la Saint Louis School of Fine Arts, avant de devenir le directeur de la section des arts du Beloit College à Beloit dans le Wisconsin. Il est le président de la New York School of Art en 1898-1899. À partir de 1903, il réside à Chicago et enseigne à l'Art Institute, établissement qu'il avait auparavant fréquenté comme élève. Il réalise alors des portraits des personnalités importantes de la ville, devient membre de la Chicago Society of Artists (en) et séjourne régulièrement en France, ou il fréquente la colonie d'artistes de Giverny et côtoie d'autres artistes peintres, comme Frederick Carl Frieseke, Louis Ritman (en), Karl Albert Buehr, Guy Rose ou Pauline Palmer (en). Il reçoit une médaille d'argent à l'exposition universelle de 1904 de Saint-Louis et une médaille d'or à l'exposition de Munich en 1905.
En 1910, il expose à la Madison Art Gallery à New York, avec le groupe de Giverny. Deux ans plus tard, l'Art Institute of Chicago lui consacre une exposition personnelle. Il reçoit une médaille d'or au salon des artistes français en 1913 avec le tableau La Paresse et est décoré d'une médaille d'honneur à l'exposition internationale de Panama-Pacific en 1915. Malgré un certain succès critique, ces peintures de nus suscitent des controverses dans les milieux conservateurs, amenant Parker à installer son studio à New York en 1916, ou il est élu membre de l'académie américaine des beaux-arts la même année. Il réside alors entre la France et les États-Unis, jusqu'à ce que la Seconde Guerre mondiale le contraigne à rentrer définitivement dans son pays natal en 1942. Il s'installe à Pasadena dans l'état de la Californie, ou il meurt en 1954. Il est enterré au Woodlawn Memorial Cemetery à Santa Monica.
Ces œuvres sont notamment visibles ou conservées au Museum of Nebraska Art (en), au Fogg Art Museum de Cambridge, au musée d'Art du comté de Los Angeles et à l'académie américaine des beaux-arts de New York.